# 토르톨라섬

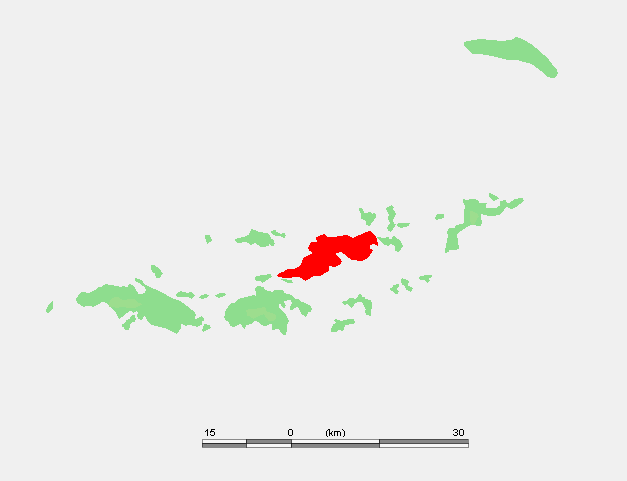
토르톨라섬의 위치

토르톨라섬(Tortola)은 영국령 버진아일랜드의 중심 섬이다. 면적은 55.7Km², 인구는 24,000명, 중심지는 영국 영국령 버진아일랜드의 주요 도시인 로드타운에서 다른 웨스트 엔드와 케인 가든 베이 등의 마을이 있다. 면적은 72.9Km², 인구 1만명인 울릉도와 비교할 수 있다.
영국령 버진아일랜드의 중심 섬 답게 인구가 많아 요트와 보트의 정박지로, 관광객이 방문하지만, 평소에는 관광객도 적고 조용하고 평화로운 섬이다. 버진 아일랜드의 최고봉이기도 한 세이지 산(520m)이 있다. 섬 바로 옆에 있는 비프 섬이란 섬에 테랜스 B. 렛섬 국제공항이 있기 때문에 토르톨라와 비프 섬은 다리로 연결되어 있다.
이곳 사람들에게는 전해오는 얘기에 따르면, 크리스토퍼 콜럼버스가 이 섬의 이름을 ‘거북비둘기’(Turtle Dove)가 있는 땅이라는 의미로 토르톨라(Tortola)라고 지었다고 전한다. 콜럼버스는 이 섬을 ‘산타 아나’(Santa Ana)라고 지었다. 이후 네덜란드인들이 그것을 해안 섬이 네덜란드의 서쪽 해안의 일부를 구성하기 때문에 ‘테르 톨렌’(Ter Tholen)이라고 불렀다. 영국이 이땅을 차지한 후, 이름을 오늘 날의 ‘토르톨라’로 바꿔다.

## 역사
유럽인들이 이 섬에 발자취를 남기기 시작한 것은 1493년 오늘날 우리가 4세기 순교자 성녀 우르술라의 11,000명의 처녀들을 따서 버진아일랜드라고 부르는 곳에 콜럼버스가 곳에 닿은 이후이다. 스페인이 여러 차례 이곳에 정착하려고 해봤지만, 블랙비어드나 키드 선장 같은 해적들의 거주지였기 때문에 뜻을 이루지 못했다.
17세기에 들어와 네덜란드로부터 이곳을 강탈한 영국인들이 토르톨라와 주변 섬에 영구 플랜테이션 식민지를 세웠다. 흑인 노예의 노동력에 의존한 사탕수수 산업 육성을 통해 유럽대륙으로 수출하면서, 다음 150년의 역사를 지배했다. 19세기 중반에 노예 제도의 폐지로 그 산업은 점점 쇠퇴하게 되었다.
1960년대 후반에 들어와 영국의 사업가 켄 배이츠가 그 섬을 199년간 임대로 구매를 하려는 시도가 있었지만, 섬 주민 노엘 로이드의 항의 운동으로 지방 정부를 그 계획을 접어야 한다. 오늘 날 토르톨라에 있는 공원 중 하나가 노엘 로이드의 이름을 따서 이름 지어졌으며, 그의 동상이 있다.

## 교통
토르톨라는 항공과 바다 양쪽 모두를 이용해서 접근가능하다. 토르톨라로 가는 비행편은 테랜스 B. 렛썸 국제공항에 착륙한다. 이 공항은 토르톨라의 정동쪽 비프 섬에 위치하고 있으며, 엘리자베스 2세 여왕 다리로 연결되어 있다.
아메리칸 이글, 케이프 에어 그리고 에어 썬샤인이 산 후안에서 정기편을 제공한다. 아일랜드 버즈 에어 챠터도 산 후안과 세인트 토머스, 안티과 또는 쎄인트 마틴을 연결할 수 있다. 공항에서는 택시를 이용한다.
해로는 많은 페리 회사들이 운항하고 있다. 그 페리는 새롯 아말리, 세인트 존, USVI, 세인트 토머스의 이스트 엔드에 있는 레드 훅과 로드타운 또는 토르톨라 웨스트 엔드까지 연결한다. 이러한 페리들은 미국령 버진아일랜드의 싸이릴 E. 킹 공항까지 데려다 준다.

## 화보

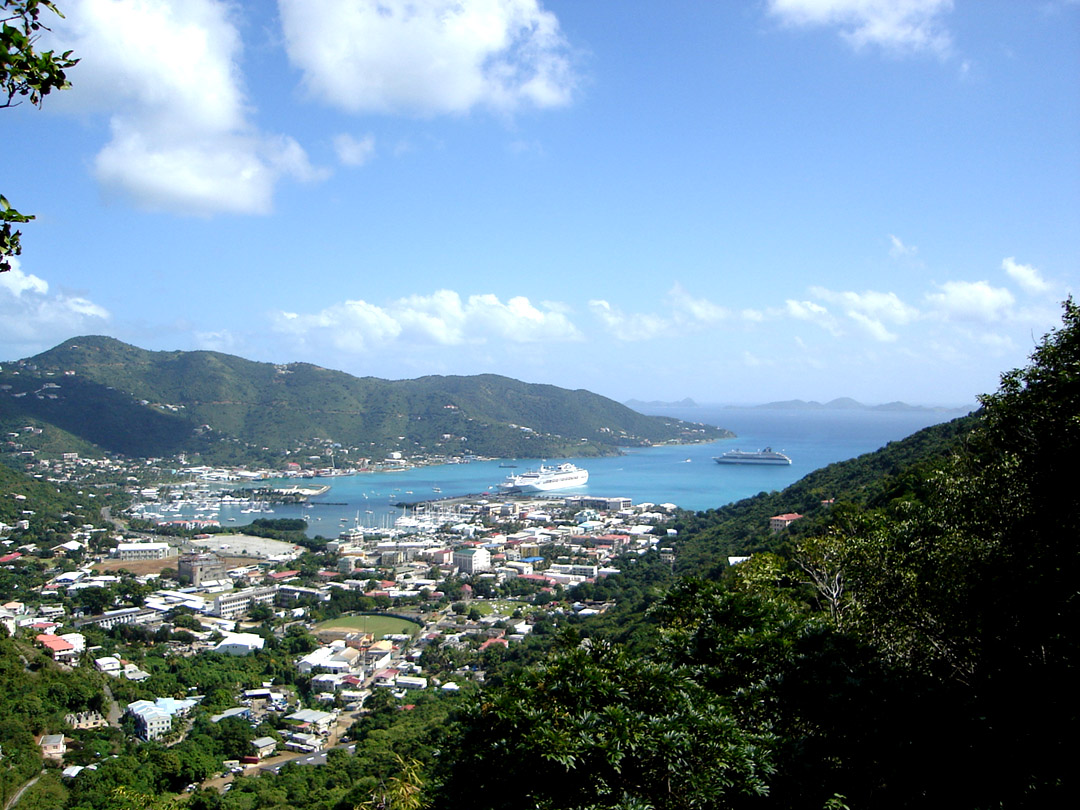
로드 타운
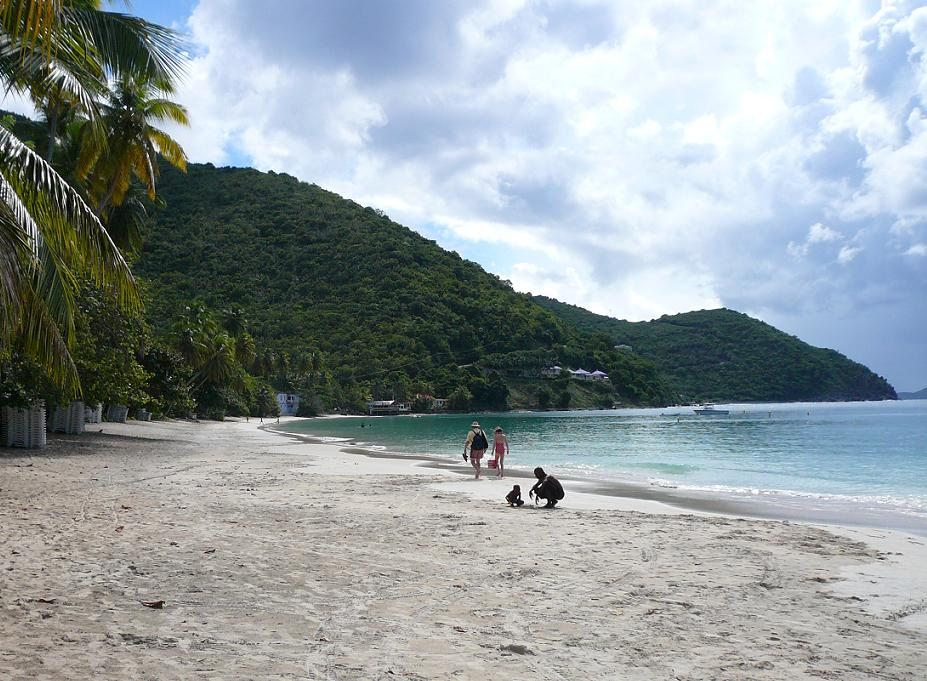
캐인 가든 만
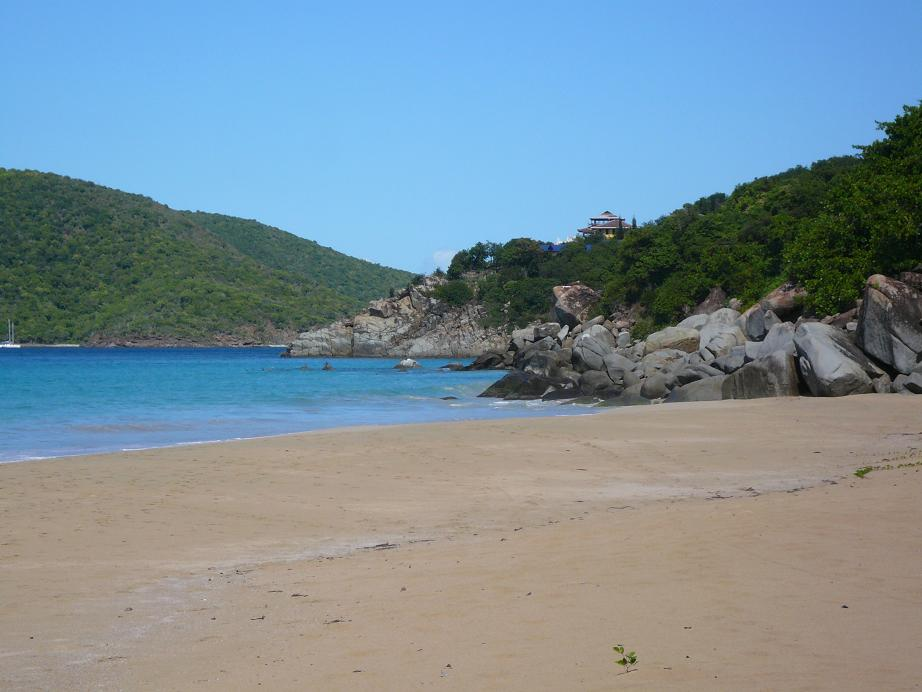
램버트 해안
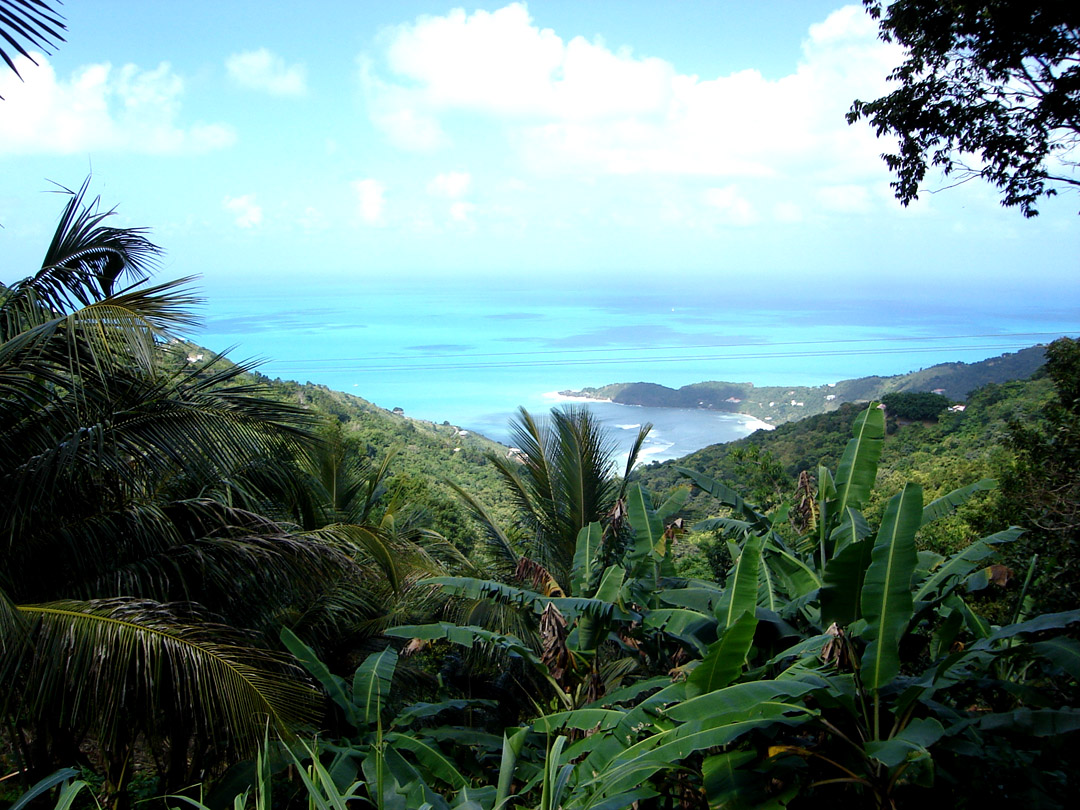
노스 해안의 광경
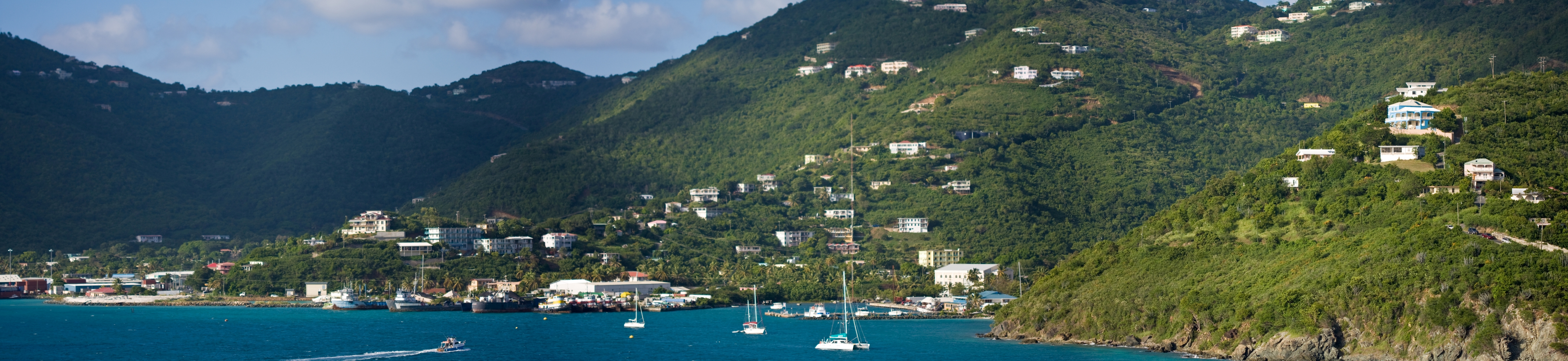
로드 타운에서 본 항구 파노라마